# Anus (Sprache)
Anus, auch Korur genannt, ist eine austronesische Sprache. Sie wird auf den Podena-Inseln und entlang eines Küstenstreifens östlich des Flusses Biri in der indonesischen Provinz Papua  auf der Insel Neuguinea gesprochen. Anus gilt als gefährdet.